# なべおさみ
なべ おさみ（本名：渡辺 修三、1939年〈昭和14年〉5月2日 - ）は、日本のコメディアン、俳優、タレント。ラジオパーソナリティ、司会者、放送作家、著作家、声優。2024年末まで吉本興業所属。
東京府東京市大森区（現：東京都大田区）出身。明治大学文学部卒業。
妻は笹るみ子、息子はお笑い芸人で元パワーリフティング日本代表のなべやかん。

## 経歴
- 5兄弟（姉と兄が1人、妹が2人）。工場経営者の子として大森で生まれ、4歳から10歳まで茨城県東茨城郡鯉淵村（現在の笠間市・水戸市）に疎開[1]。実家は伯父が創業した石綿パイプ製造の会社で、千坪を超す大森の本社のほか、新潟などにも工場を持っていた[2]。
- 大田区立大森第八中学校を卒業。
- 渋谷での不良時代に、伝説のヤクザ花形敬から、「不良は不向きだから大学へ行け」と自身の母校を勧められ1958年、明治大学文学部演劇学専攻に入学。父親が小堀甚二・平林たい子元夫婦と古くから付き合いがあったことから、作家として成功していた平林に借金を申し込んで独立[3]。大学で石津謙介の三男・啓介と知り合い、石津家と親しくなる[4]。
- 在学中から三木鶏郎門下としてラジオ台本を書いた。このとき指導してくれたのが無名時代の野坂昭如だった[5]。本来コメディアン志望で、勝新太郎や水原弘の付き人となり、水原の渡辺プロダクション入りを機に同時に渡辺プロに入る。芸名の由来は、なべが本名の渡辺を名乗って勝新太郎に電話をした際に、勝に渡辺プロの社長だと勘違いをさせてしまったため、勝から「お前は渡辺じゃねえ、ただのなべだ」と叱られたことからである。その後水原は渡辺プロを退社するが、なべはそのまま残ってハナ肇の付き人となる。付き人時代からなべは自分の名刺を持っており、テレビ局の関係者らに配っていたという[6]。大学在学中の学費は渡辺プロダクションが負担した。1962年に「＜お笑い三人組＞における大衆の笑い」という卒論で、大学を卒業。
- 付き人時代から、ラジオのディスクジョッキーや構成作家、ジャズ喫茶の司会などをこなしていたが、1964年に日本テレビのバラエティ番組『シャボン玉ホリデー』でお茶の間の圧倒的な人気を獲得し、一躍スターダムにのし上がった。『シャボン玉ホリデー』での代表コントである「キントト映画」は、なべ扮する架空の映画会社・キントト映画社の映画監督と安田伸扮する助監督との掛け合いで、なべがメガホンで安田に「ヤスダーッ!」と怒鳴り散らすというもので、同番組の定番ネタとなった。大先輩の安田を相手に遠慮のない演技で、この空威張り演技の面白さはなべの武器の一つとなっていく。1968年、松竹映画『温泉ゲリラ 大笑撃』で主演に抜擢、続けて山田洋次監督の『吹けば飛ぶよな男だが』でも主役に起用され、サトウサンペイの漫画を実写映画化した『夕日くん』シリーズでは平凡なサラリーマンを演じるなど、映画俳優としても地位を確立した。しかし、その後学生時代からの恩師である渡辺晋と対立してしまい、渡辺プロダクションを退社して森繁久彌の付き人を務めた後に、1979年9月から日本テレビのワイドショー『ルックルックこんにちは』で「ドキュメント女ののど自慢」の司会を担当。番組随一の人気コーナーに成長させた。
- 息子はたけし軍団に入団しなべやかんとして芸能活動をスタートさせた。なべが息子をビートたけしに預けた一つの理由として、なべがマスコミに散々袋叩きにされてしまい芸能界の殆どの"友人"が揃えて「なべ」と呼び捨てでマスコミのインタビューなどでコメントしてたのに対し、ビートたけしだけは「なべさんは…」と以前と変わらずに「さん」付けで呼び続けてくれていたことに大変感激したからだという。その他にも舟木一夫が何度も食事に誘ったりとなべに対して気を遣っていた。この騒動中の1992年3月、愛媛県松山市沖の瀬戸内海で発生したホホジロザメによる漁民襲撃事件（「瀬戸内海サメ騒動」の発端）を受けて立川談志が結成した「シャークハンター必殺隊」になべは副隊長として参加したが、発案者かつ「隊長」の談志は航海に同行せず、なべも松山入りした直後に早々と帰京した[7]。またこの話題は各局のワイドショー番組にも取り上げられ、談志やなべらの軽率で無責任な行動に関して否定的に報じていた。
- 謹慎期間終了後、最初の仕事が『笑っていいとも!』の看板コーナー・テレフォンショッキングのゲスト出演（1992年8月12日）。この際、1年ぶりにテレビの仕事が来た事へ感謝の意を込めて、同番組ホスト役のタモリに自身がはめている腕時計を外して番組放送中にプレゼントした[出典無効]。
- 1994年12月、銀座のソミドホールで本格的に芸能活動再開。応援に駆けつけた長年の友人である尾崎将司・尾崎健夫・尾崎直道の尾崎三兄弟の前で、発売し損ねた『母恋酒』を涙ながらに熱唱した。
- その後、一時期は吉本興業に所属し、ルミネtheよしもとの新喜劇などに出演していた。2010年2月1日、オスカープロモーションに所属して、お笑い部門の司会者をするなどした。2019年5月1日から再び吉本興業と契約したことを、8月26日に出演した復帰初仕事の情報番組『ちちんぷいぷい』で発表した[8]。
- 2025年1月よりオフィスコットンに所属。

## 人物
- 世田谷区の一戸建て豪邸に居住しており、「芸能人御宅訪問」でテレビ放送された時には、たけし軍団入りと同時に自宅を離れたなべやかんも出演。その時、なべやかん所有の旧車トヨタ・スポーツ800が映っていた。
- 各界に広い人脈を持っているとされ、溝口敦のノンフィクション『食肉の帝王』では、ハンナングループの元会長浅田満の側近と描かれている。

## その他
- 『週刊少年マガジン』1972年10月号増刊に掲載された『天才バカボン』「パパ老年編」では、昭和67年6月に、なべおさみが内閣総理大臣に就任している。
- 電電公社（現・NTT）のテレホンサービスに、木の実ナナと出演していたことがある。
- 消費者金融「ワイド」の専属キャラクターとして登用されていたことがある[注釈 1]。
- コレクターを対象とした雑誌『月刊キュリオマガジン』（彩流社発行 フジインターナショナルミント編集）に、自身が収集する映画パンフレットを紹介する内容の「なべおさみが申す！ 古版キネマパンフ考」を連載中。
- 読売ジャイアンツのファンである。

## 出演

### 映画
- いいかげん馬鹿（1964年、松竹）
- 明日の夢があふれてる（1964年、松竹）
- クレージー映画（東宝）
  - 日本一シリーズ
    - 日本一のゴマすり男（1965年）- 釣人役
    - 日本一の裏切り男（1968年）- セスナを買う男役
    - 日本一の断絶男（1969年）- 丸山役

  - クレージー作戦シリーズ
    - クレージーだよ天下無敵（1967年）- ロケ中のタレント役
    - クレージーのぶちゃむくれ大発見 （1969年）- 患者役
    - クレージーの大爆発（1969年）- デモ学生のリーダー役

  - クレージーの殴り込み清水港（1970年）
- てなもんや東海道（1966年、東宝）- 小政役
- 鐘（1966年、青島幸男プロダクション）
- 青春太郎（1967年、東宝）- 修平役
- 喜劇 ニューヨーク帰りの田舎ッペ（1967年、日活）- 桜井正作役
- 座頭市 血煙り街道（1967年、大映）
- ドリフターズですよ! 前進前進また前進（1967年、東宝）
- 温泉ゲリラ 大笑撃（1968年、松竹）- 大和小助役
- ハナ肇の一発大冒険（1968年、松竹）- 悪漢の弟分役
- 吹けば飛ぶよな男だが（1968年、松竹）- 三郎役
- 悪党社員遊侠伝（1968年、松竹）- 大平敏役
- 日本ゲリラ時代（1968年、松竹）- 金太役
- まっぴら社員遊侠伝（1968年、松竹）- 松根役
- ザ・タイガース 世界はボクらを待っている（1968年、東宝）
- 喜劇 大激突（1969年、松竹）- 和井内敏男役
- 夜の牝（日活）- 柴田国松役
  - 夜の牝 花と蝶（1969年）
  - 夜の牝 年上の女（1969年）
  - 夜の牝 花のいのち（1969年）
- 若大将シリーズ（東宝）
  - ニュージーランドの若大将 （1969年）- 平山役
  - 帰ってきた若大将（1981年）- 郵便局員役
- 奇々怪々 俺は誰だ?! （1969年、東宝）- 鈴木四郎役
- 新網走番外地 さいはての流れ者（1969年、東映）
- 美空ひばり・森進一の花と涙と炎（1970年、松竹）- 敏夫役
- アッと驚く為五郎 (1970年、松竹)
- ハレンチ学園シリーズ
  - ハレンチ学園 (1970年、日活) - 柳生宗成役
  - ハレンチ学園 身体検査の巻（1970年、ダイニチ映配）- 柳生只則役
- 座頭市 あばれ火祭り（1970年、ダイニチ映配）
- 夕日くんシリーズ（東宝）- 夕日太郎役
  - ひらヒラ社員 夕日くん（1970年）
  - ひらヒラ社員夕日くん ガールハントの巻 (1970年)
  - 夕日くん サラリーマン脱出作戦（1971年）
  - 夕日くん　サラリーマン仁義 (1973年）
- 喜劇 右むけェ左!（1970年、東宝）
- 男の世界（1971年、日活）北見役
- 喜劇 昨日の敵は今日も敵 (1971年、東宝) - 鍋山修役
- 起きて転んでまた起きて（1971年、東宝）- 辺山修役
- 喜劇　新婚大混線 (1972年、松竹) - 久米庄三郎役
- 虹をわたって（1972年、松竹）- マフィア役
- 女生きてます 盛り場渡り鳥 (1972年、松竹) - 姉小路尊臣役
- 舞妓はんだよ全員集合!! (1972年、松竹) - 三吉役
- 喜劇 泥棒大家族 天下を取る（1972年、東宝）- 谷川昇作役
- ムツゴロウの結婚記 (1974年、松竹) - 覗きの男役
- トラック野郎・爆走一番星（1976年、東映）- 赤塚周平役
- 太陽は泣かない（1976年、日活）
- あにいもうと（1976年、東宝) - タケル役
- 日本人のへそ（1977年、ATG) - フナヤマ代議士役
- 走れクラウス　第１部 (1978年)
- ピンク・レディーの 活動大写真 (1978年、東宝) - 杉本役
- ダンプ渡り鳥（1981年、東映）- 鉄砲玉役
- 連合艦隊（1981年、東宝）- 森瑞鶴乗組員役[9]
- 裸の大将放浪記〜山下清物語〜（1981年、松竹）
- ブルージーンズ メモリー(1981年、東宝)
- すっかり…その気で! (1981年、東宝) - 山川俊介役
- あゝ野麦峠 新緑篇（1982年、東宝）- 今井丈吉役
- 誘拐報道 (1982年、東映) - 宝塚直配所々長役
- ふしぎな國・日本（1983年、松竹）
- 愛・旅立ち (1985、東宝) - レストラン店長役
- 山下少年物語（1985年、東宝東和）- 津末さん役
- あっこちゃんの日記（1985年、岩波映像）
- キネマの天地（1986年、松竹）- 小笠原監督役
- 塀の中の懲りない面々（1987年、松竹）- 岩崎源吉役
- ゴルフ夜明け前（1987年、東宝）- 海真和尚役
- TOMORROW 明日（1988年、ヘラルド・エース＝日本ヘラルド映画）
- ラブ・ストーリーを君に（1988年、東映）- 田中公二郎役
- せんせい（1989年、松竹）-お巡りさん役
- 平成金融道 裁き人（1999年、東映ビデオ）- 三上昭一役
- ドンを撃った男 (1999年、ギャガ・コミュニケーションズ)
- サラリーマン金太郎（1999年、東宝）
- 借王6 ナニワ相場師伝説 （1999年、日活）- 脇坂雄造役
- 銀の男 六本木伝説 (2001年、シー・アイ・エー) - 見城役
- 漫☆画太郎ＳＨＯＷ（2004年、メディア・スーツ）-「たのしい遠足」ジジイ役
- 地獄プロレス (2004年、アイウィン)
- SHINOBI-HEART UNDER BLADE-（2005年、松竹）- 荷車を引く男役
- 天使に“アイム・ファイン” (2016年、日活) - 山下役

### Vシネマ
- ファンキー・モンキー・ティチャー フォーエヴァー ワクワク秘密の花園の巻（1995年）
- FATMAN BROTHERS　百貫探偵（1995年）
- パチプロ覇王 炎の大連チャン（1999年）
- 平成維新伝 群狼がゆく（2000年）
- パチンコバトル・ロワイアルII（2003年）
- 起業士 天馬（2004年）
- 実録 闇のシンジケート 豊田登（2008年）
- 死神の刃（2010年） - 国松組組長
- ザ・闇金融道（2011年） - シンジの父
- むこうぶち9 高レート裏麻雀列伝 麻将（2012年）
- 日本統一7（2014年） - 大阪 大和会会長 小橋雅俊

### ラジオ
- 東芝ヒットパレード
- 平凡アワー
- おしゃべりランチタイム（TBSラジオ）
- たまむすび（TBSラジオ）
- 吉田照美のやる気MANMAN!（文化放送）
- あおぞらワイド（ニッポン放送）
- ミッキー安川の朝まで勝負（アール・エフ・ラジオ日本）

### テレビドラマ
- レモンのような女 第3話「燕がえしのサヨコ」（1967年、TBS / 国際放映）
- 三匹の侍 第6シリーズ 第11話「あゝ武士道」（1968年、CX）- 村松昭介
- どんといこうぜ!（1969年、TBS / 大映テレビ・博報堂）
- 独身のスキャット（1970年、TBS / 円谷プロダクション）- 村上貫一
- 青春太閤記 いまにみておれ!（1970年、NTV / 歌舞伎座テレビ）- 藤吉郎
- てるてる坊主（1971年、CX / テレパック）- 三男・叫
- へんしん!ポンポコ玉 第2話「おやおや?おやおやナノダ!」（1973年、TBS / 国際放映）- なべ先生
- アイフル大作戦 第1話「特訓開始! 美女の殺し方」（1973年、TBS / 東映）- 新聞記者
- 狼・無頼控（1973年、MBS / 映像京都）- 流れ矢の仙三
- どてらい男・戦後編（1975年、KTV）
- 新・座頭市 第1シリーズ第24話「大利根の春はゆく」（1977年、CX）
- だいこんの花 第5部（1977年、NET）
- 銭形平次（CX / 東映）
  - 第630話「ドジな男の子守唄」（1978年）- 志斗吉
  - 第705話「みみずく屋敷の花嫁」（1980年）- 吉松
  - 第774話「炎の中の顔」（1981年）- 仙太
  - 第888話「ああ十手ひとすじ!!八百八十八番大手柄」（1984年）
- 暴れん坊将軍シリーズ （ANB / 東映）
  - 吉宗評判記 暴れん坊将軍
    - 第7話「賽の河原に立つ男」（1978年） - 半五郎
    - 第108話「将軍に命令する男」（1980年）- 小柳左京
    - 第180話「説教しながら盗む男」（1981年）- 半助

  - 暴れん坊将軍II
    - 第102話「春風に消えた恋女房」（1985年）- 清次郎
    - 第143話「倒産前夜の夫婦宣言!」（1986年）- 堀内清兵衛
- 桃太郎侍（1978年 - 1981年、NTV / 東映）
  - 第97話「夫婦喧嘩を食った鬼」- 紋三郎
  - 第113話「つばめに届いた紙風船」- 染吉
  - 第126話「看板娘を狙う鬼」- 与五郎
  - 第175話「嘘から出た親孝行」- 吾作
  - 第198話「この子どこの子だあれの子」- 茂十
  - 第229話「奇跡か魔術か、恋女房」- 鉄次
  - 第249話「小判が消えた下総路」- 利助
- 銀河テレビ小説 （NHK）
  - 「女の遺産」（1979年）- 桂次郎
  - 「夢見る頃を過ぎても「（1983年）- 渡辺
  - 「あなたに首ったけ」（1983年） - 千吉
  - 「花丸銀平」（1984年） - 綿貫茂
- ぼくら野球探偵団 第4話「赤マント 人気まんが家誘拐作戦」（1980年、東京12チャンネル / 円谷プロダクション）
- 猿飛佐助（1980年、NTV / 国際放映） - 穴山小介
- 大江戸捜査網 第439話「笑いを売る男の涙」（1980年、12ch / 三船プロ）- 五郎八
- Gメン'75 第344話「真夜中の眼」（1982年、TBS / 東映）− 大山
- 遠山の金さん 第1話「新奉行登場!!顔のない人気作家!」（1982年、ANB / 東映）- 金竜散八
- 噂の刑事トミーとマツ 第2シリーズ 第13話「トミマツ丸焼き! 死のピクニック」（1982年、TBS / 大映テレビ）- 金庫破り・戸田
- ゴールデンワイド劇場「終りに見た街」（1982年、ANB）- 宮島敏男
- ザ・サスペンス「ウェディングドレスの肖像」（1983年3月19日、TBS）
- 花咲け花子 第2シリーズ（1983年、NTV）
- 土曜ワイド劇場（ANB）
  - 「松本清張の連環」（1983年6月4日、松竹）- 笠山常夫
  - 「尼さん探偵名推理シリーズ」（1989年- 1990年、ABC）- 殿村警部
  - 「美人デザイナー殺し」（1993年5月26日）- 署長
  - 「温泉(秘)大作戦5」（2008年1月19日、ABC）- 神田真輔
  - 「再捜査刑事・片岡悠介3」（2012年3月24日）- 川上澄男
- 火曜サスペンス劇場（NTV）
  - 名無しの探偵シリーズ（1983年 - 1996年、スタッフアズバーズ）- 鍋田
  - 「サラ金業者の妻」（1987年）
  - 「グルメを料理する十の方法」（1987年、円谷プロダクション）
  - 身辺警護6（2000年、千里）- 矢代刑事
- 弐十手物語 第11話「六人の容疑者」（1984年、CX / 東映）
- 鬼龍院花子の生涯（1984年、TBS / 東阪企画）
- ただいま絶好調! 第1話「十番街の野郎ども」（1985年、ANB / 石原プロ）
- スーパーポリス（1985年、TBS / 東映）- 鶴亀（TBCテレビ副部長）
- 裸の大将 （KTV / 東阪企画）
  - 第16話「キヨシのおむすび縁むすび」（1985年）- 旅籠の番頭
  - 第37話「清の湯けむり奮戦記」（1989年）- 巡査
  - 第74話「オロチに巻かれてサァ大変」（1995年）- 椋木和尚
- 私鉄沿線97分署 第54話「ラブレターは正油味!?」（1985年、ANB / 国際放映）- 鍋島
- 破獄（1985年4月6日、NHK）- 青森刑務所副看守長
- 月曜ドラマランド「月とスッポン」（1986年、CX / 日本映像）- 土田平三
- 1・2・3と4・5・ロク（1988年、KTV / 宝塚映像）- 北白川雄介
- 女王蜂（1990年、ANB / 東映）- 吉田茂
- はぐれ刑事純情派（1990年、ANB / 東映）- 太田光治
- 大岡越前 第13部 第12話「金の亡者は悪検校」（1993年2月1日、TBS / C.A.L）- 宅悦
- 月曜ドラマスペシャル「早乙女千春の添乗報告書5 萩・津和野湯けむりツアー殺人事件」（1997年9月22日、TBS）- 島崎富雄 ※山口の刑事
- 金曜エンタテイメント「姑は名探偵芹澤雅子　八丈島南国リゾート殺人事件」（1997年7月、CX）- 綿貫義満
- ひなたぼっこ（1998年 - 1999年、TBS）- 浜岡雅広
- 葵 徳川三代（2000年、NHK 大河ドラマ）- 吉川広家
- ごくせん 第1シリーズ（2002年、NTV）- 安藤治
- てるてる家族（2003年、NHK 連続テレビ小説）
- ビギナー（2003年、CX）
- 月曜ミステリー劇場「ざこ検事 潮貞志の事件簿2」（2004年3月15日、TBS）
- 水戸黄門（TBS / C.A.L. ）
  - 第34部 第14話「百鬼夜行の鬼ヶ島・大曲」（2005年4月25日） - 倶利伽羅屋の権三
  - 第41部（2010年）- 茂三
    - 第11話「夢にまで見たお母さん・大坂」（6月21日）
    - 第12話「悪い奴らの夢の跡!・薩摩」（6月28日）
- 月曜ゴールデン（TBS）
  - 「森村誠一サスペンス7「時」（2008年9月15日）- 岡崎岳晴
  - 税務調査官・窓際太郎の事件簿 第23作「京都で見つけた初恋の面影!? 純粋な心を踏みにじる悪党を太郎が斬る!!」（2011年12月19日）- 阿部武雄
- 必殺仕事人2009 新春スペシャル（2009年1月4日、EX）- 又蔵
- ドラマSP「警視庁取調官 落としの金七事件簿」（2010年5月29日、EX）
- モリのアサガオ（2010年、TX） - 拘置所・所長
- 新春ワイド時代劇「戦国疾風伝 二人の軍師 秀吉に天下を獲らせた男たち（2011年1月2日、TX）- 織田有楽斎
- うなぎパイ ドラマスペシャル「誰(タレ)よりも君を愛す!」（2011年4月17日、テレビ静岡・フジテレビ系列）- 工場長
- しあわせ色の花火（2011年8月13日、BS-TBS）- 山下歳三
- 水曜ミステリー9「捜査検事・近松茂道11」（2012年2月15日、TX）- 出川行雄
- 妖ばなし（2018年1月20日、TOKYO MX） - 第16話「おまけ」[注釈 2] 荷物の人（特別出演）
- さすらい署長 風間昭平 スペシャル 富士山河口湖殺人事件（2023年4月24日、TX） - 瀬川雄一郎[10]

### 劇場アニメ
- クレオパトラ（1970年） - アントニウス役
- シャーロットのおくりもの（1972年） - テンプルトン役（日本語吹替版）
- 長靴をはいた猫 80日間世界一周（1976年） - ペロ役[11]
- MARCO 母をたずねて三千里（1999年） - ペッピーノ役
- マクダルのカンフーようちえん（2012年） - 園長役（日本語吹替版）

### テレビアニメ
- 大雪山の勇者 牙王（1978年） - ナレーター
- ルパン対ホームズ（1981年）- ウィルソン役
- 吾輩は猫である（1982年） - クロ役
- スヌーピーとチャーリー・ブラウン - チャーリー・ブラウン役

### バラエティ番組など
- 8時だョ!出発進行（TBS）
- びっくりばこドン（NHK教育）
- ヒットで勝負!!（NET）
- のれん物語（TX） - 出演兼ナレーションも担当
- ルックルックこんにちは（NTV） - 「ドキュメント・女ののど自慢」コーナー司会
- シャボン玉ホリデー（NTV）
- ゆかりです、ただ今募集中!
- そっくりショー（ytv）- 司会
- 家族対抗チャンスクイズ（THK）- 司会
- 生きものばんざい（MBS）- ナレーション
- 生テレビ!東京探検（TX）
- 〜裏ネタワイド〜 DEEPナイト （TX）
- クイズ!脳ベルSHOW （BSフジ）

### CM
- 東京ガス
- ヒゲタ醤油
- ミツカン
- 丹平製薬新今治水
- 亀田製菓
- 花王
- ワイド（現アペンタクル（貸金業者）
- ソニー　ベータマックス
- 興和（ナレーションのみ）

### 舞台
- ラフテイル・オブ・アラジン 〜Aladdin and the Magic Lamp Story〜（2023年） - シャフリヤール[12]
- 仁義なきギャル組長～ジャーナリスト土門瑛太の“M資金”真相解明ファイル～（2023年4月12日 - 16日、日本橋劇場） - 長峰勝一 役[13]

## ディスコグラフィ
- 青春ヤスダ節
- 兄妹（あにいもうと）
- ごめんなさい

## 著書
- 『なべちゃんのいいたい放題だぞ!―ああ愛しの芸能人』（1983年11月、徳間書店）ISBN 978-4195528143
- 『七転八倒少年記』（1994年12月、光文社）ISBN 978-4334922412
- 『病室のシャボン玉ホリデー―ハナ肇、最期の29日間』（2008年2月、文藝春秋）ISBN 978-4163699301
- 『やくざと芸能と 私の愛した日本人』（2014年5月9日、イースト・プレス）ISBN 978-4781611600
- 『病室の「シャボン玉ホリデー」 ハナ肇と過ごした最期の29日間』（2014年11月9日、イースト・プレス）ISBN 978-4781671222
- 『昭和の怪物 裏も表も芸能界』（2015年12月18日、講談社）ISBN 978-4062198233
- 『やくざと芸能界』（2015年12月18日、講談社）ISBN 978-4062816205
- 『スター万華鏡 昭和の風に吹かれて』（2017年8月9日、双葉社）ISBN 978-4575312928
- 『昭和裏芸能史』（2018年10月7日、イースト・プレス）ISBN 978-4781671741
- 『昭和疾風録　興行と芸能』（2019年2月17日、イースト・プレス）ISBN 978-4781617510

### 共著
- 久保有政『古代ユダヤで読み解く天皇家と嘘部の民の謎』（2017年8月11日、文芸社）ISBN 978-4286184241

### 関連書籍
- 『ドキュメント女ののど自慢〈part 1〉―私の人生、唄わせて!!』（1985年3月、日本テレビ放送網）
- 『ドキュメント女ののど自慢〈part 2〉―私の人生、唄わせて!!』（1985年4月、日本テレビ放送網）